# Megan Jendrick
Megan Jendrick (geboren als:Megan Quann, Tacoma (Washington), 15 januari 1984) is een Amerikaanse zwemster en tweevoudig olympisch kampioene. Ze vertegenwoordigde haar vaderland op de Olympische Zomerspelen 2000 in Sydney en de Olympische Zomerspelen 2008 in Peking.

## Zwemcarrière
Bij haar internationale debuut, op de Pan Pacific kampioenschappen zwemmen 1999 in Sydney, veroverde Quann de zilveren medaille op de 100 meter schoolslag. Samen met Barbara Bedford, Jenny Thompson en Liesl Kolbisen sleepte ze de gouden medaille in de wacht op de 4x100 meter wisselslag. Tijdens de Olympische Zomerspelen van 2000 in Sydney veroverde de Amerikaanse olympisch goud op de 100 meter schoolslag. Op de 4x100 meter wisselslag sleepte ze samen met Barbara Bedford, Jenny Thompson en Dara Torres de gouden medaille in de wacht. Op de wereldkampioenschappen zwemmen 2001 in Fukuoka eindigde Quann als vierde op de 50 meter schoolslag en als vijfde op de 100 meter schoolslag, op de 200 meter schoolslag strandde ze in de halve finales. Samen met Natalie Coughlin, Mary Descenza en Erin Phenix legde ze beslag op de zilveren medaille op de 4x100 meter wisselslag. In Yokohama nam de Amerikaanse deel aan de Pan Pacific kampioenschappen zwemmen 2002, op dit toernooi strandde ze in de halve finales van de 100 en de 200 meter schoolslag.

### Comeback
Nadat de Amerikaanse in 2003, 2004 en 2005 alle grote internationale toernooien had gemist maakte ze haar comeback, als Megan Jendrick, op de Pan Pacific kampioenschappen zwemmen 2006 in Victoria. Op de 100 meter schoolslag veroverde ze de zilveren medaille en op de 200 meter schoolslag eindigde ze als vierde. Op de wereldkampioenschappen zwemmen 2007 in Melbourne sleepte Jendrick de zilveren medaille in de wacht op de 200 meter schoolslag, haar enige afstand. Op de Amerikaanse olympische trials in Omaha plaatste ze zich voor de Olympische Zomerspelen van 2008 op de 100 meter schoolslag. In Peking eindigde Jendrick als vijfde op de 100 meter schoolslag, op 4x100 meter wisselslag loodste ze haar ploeg samen met Margaret Hoelzer, Elaine Breeden en Kara Lynn Joyce naar de finale. In de finale zag zij haar landgenotes het zilver pakken, Jendrick ontving voor haar inspanningen in de series ook een zilveren medaille.

## Internationale toernooien
| Jaar | Olympische Spelen                                                      | WK langebaan                                                                     | WK kortebaan  | PanPacs                               |
| ---- | ---------------------------------------------------------------------- | -------------------------------------------------------------------------------- | ------------- | ------------------------------------- |
| 1999 |                                                                        |                                                                                  | geen deelname | 100m schoolslag · 4x100m wisselslag   |
| 2000 | 100m schoolslag · 4x100m wisselslag                                    |                                                                                  | geen deelname |                                       |
| 2001 |                                                                        | 4e 50m schoolslag · 5e 100m schoolslag · 12e 200m schoolslag · 4x100m wisselslag |               |                                       |
| 2002 |                                                                        |                                                                                  | geen deelname | HF 100m schoolslag HF 200m schoolslag |
| 2003 |                                                                        | geen deelname                                                                    |               |                                       |
| 2004 | geen deelname                                                          |                                                                                  | geen deelname |                                       |
| 2005 |                                                                        | geen deelname                                                                    |               |                                       |
| 2006 |                                                                        |                                                                                  | geen deelname | 100m schoolslag · 4e 200m schoolslag  |
| 2007 |                                                                        | 200m schoolslag                                                                  |               |                                       |
| 2008 | 5e 100m schoolslag · 4x100m wisselslag · Jendrick zwom enkel de series |                                                                                  | geen deelname |                                       |
| 2009 |                                                                        | geen deelname                                                                    |               |                                       |

## Persoonlijke records

### Kortebaan
| Afstand         | Tijd    | Datum           | Plaats         |
| --------------- | ------- | --------------- | -------------- |
| 50m schoolslag  | 30,66   | 4 februari 2006 | New York       |
| 100m schoolslag | 1.06,17 | 3 februari 2006 | New York       |
| 200m schoolslag | 2.24,81 | 21 oktober 2007 | Tualatin Hills |

### Langebaan
| Afstand         | Tijd    | Datum             | Plaats   |
| --------------- | ------- | ----------------- | -------- |
| 50m schoolslag  | 30,88   | 12 augustus 2005  | İzmir    |
| 100m schoolslag | 1.07,05 | 18 september 2000 | Sydney   |
| 200m schoolslag | 2.25,36 | 4 april 2008      | Stanford |

1968: Đurđica Bjedov ·
1972: Cathy Carr ·
1976: Hannelore Anke ·
1980: Ute Geweniger ·
1984: Petra van Staveren ·
1988: Tania Dangalakova ·
1992: Jelena Roedkovskaja ·
1996: Penelope Heyns ·
2000: Megan Quann ·
2004: Luo Xuejuan ·
2008: Leisel Jones ·
2012: Rūta Meilutytė ·
2016: Lilly King ·
2020: Lydia Jacoby ·
2024: Tatjana Smith
1960: Burke, Kempner, Schuler, von Saltza ·
1964: Ferguson, Goyette, Stouder, Ellis ·
1968: Hall, Ball, Daniel, Pedersen ·
1972: Belote, Carr, Deardurff, Neilson ·
1976: Richter, Anke, Pollack, Ender ·
1980: Reinisch, Geweniger, Pollack, Metschuck ·
1984: Andrews, Caulkins, Meagher, Hogshead ·
1988: Otto, Hörner, Weigang, Meißner ·
1992: Loveless, Nall, Ahmann-Leighton, Thompson ·
1996: Botsford, Beard, Martino, Van Dyken ·
2000: Bedford, Quann, Thompson, Torres ·
2004: Rooney, Jones, Thomas, Henry ·
2008: Seebohm, Jones, Schipper, Trickett ·
2012: Franklin, Soni, Vollmer, Schmitt ·
2016: Baker, King, Vollmer, Manuel ·
2020: K. McKeown, Hodges, E. McKeon, Campbell ·
2024: Smith, King, Walsh, Huske